# Cervara (Ascoli Piceno)
Cervara è una frazione di Ascoli Piceno posta a 780 metri s.l.m., non lontano dal confine comunale con Acquasanta Terme.

## Storia
L'abitato sorse nel Medioevo, in concomitanza con il generale abbandono delle pianure litoranee in favore delle alture dell'interno, ritenute meno pericolose. Alcuni antichi documenti indicano l'abitato con il toponimo Cervaia, successivamente trasformatosi nel nome attuale dell'abitato. È plausibile che il toponimo richiami la presenza dei cervi che in numero copioso popolavano il territorio ascolano nel XV secolo. Il luogo, molto probabilmente, era al centro di un'area di caccia al cervo.

## Monumenti e luoghi d'interesse
La chiesa dedicata a santo Stefano, diacono e martire, reca sul portale la data 1707, ma il toponimo Colle della Chiesa per indicare una diversa porzione dell'abitato avvalora l'ipotesi che là sorgesse un precedente luogo di culto, più antico. L'edificio ha una semplice pianta rettangolare. Degni di nota sono i numerosi affreschi raffiguranti diversi santi e angeli che circondano il paese e che, molto probabilmente, hanno una funzione di protezione del territorio. Nel 2019 sono stati raffigurati a matita nella chiesa i paesani rappresentanti ciascun un Santo.

## Geografia antropica
Nei dintorni di Cervara, entro pochi chilometri, sorgono le altre frazioni di Ascoli Piceno (Colloto, Pianaccerro, Lisciano di Colloto, Colonna, Talvacchia, Funti, Rocca di Montecalvo, San Gregorio, Fleno, Arola, Piedicava) e di  Acquasanta Terme (Ponte d'Arli), che fino a metà del XX secolo erano collegate da mulattiere che attraversavano valli, boschi e le creste dei monti. I vari luoghi del territorio ove erano orti, prati, pascoli, castagneti, vigneti erano raggiungibili tramite sentieri a tutt'oggi segnalati sulle cartine come percorsi escursionistici.

## Eventi
- Festa di Sant'Antonio (13 giugno)
- Festa patronale di Santo Stefano (26 dicembre)
- Festival dell'Appennino (giugno 2011 e 2019)[1]